# CMC Matam
Le Centre Médical Communal de Matam est un centre de santé publique de Conakry. Il est situé dans la commune de Matam.